# Bruno di Colonia
Bruno di Colonia (Colonia, 1030 circa – Serra San Bruno, 6 ottobre 1101) è stato un monaco cristiano tedesco, fondatore dell'Ordine certosino. Viene chiamato anche Brunone (forma latinizzata) e viene definito a volte, ma impropriamente, abate o sacerdote.

## Biografia
Ancora giovane andò a Reims, dove fin dal 1057 il vescovo Gervasio gli affidò la direzione della scuola di cui era stato allievo.
Nel 1076 lasciò i suoi incarichi nella scuola e nella cancelleria e fu costretto a cercare rifugio presso il conte Ebal di Roucy, a causa del dissidio col vescovo Manasse di Gournay, che lui aveva accusato di simonia. Poté tornare in Francia solo nel 1080 quando Manasse fu deposto da apposito concilio.

### Vocazione monastica
In quegli anni difficili nacque la sua vocazione alla vita monastica. In una lettera Bruno racconta quell'inizio fervoroso. Egli e due suoi amici, accesi d'amor divino, nel giardino di un certo Adamo avevano fatto voto di consacrarsi a Dio.
Rientrato in Francia, si recò all'eremo di Molesme, sotto la guida di san Roberto. Successivamente, con sei compagni, cercò un luogo solitario per erigervi un suo monastero, ottenendo il terreno necessario dal vescovo di Grenoble, Ugo di Châteauneuf, spinto egli stesso e guidato da una visione avuta in sogno: sette stelle che indirizzavano sette pellegrini a una valle solitaria nel cuore del massiccio che all'epoca si chiamava «Cartusia» (donde il nome italiano di «Certosa» e francese di «Chartreuse») nel Delfinato.

### La Gran Certosa
Il primo monastero fu fondato nell'estate dell'anno 1084, verso la festa di san Giovanni Battista, in una zona montana e boschiva, a 1175 m di altitudine. I lavori di costruzione cominciarono subito e proseguirono rapidamente. 
La chiesa fu l'unico edificio in pietra: condizione indispensabile per la sua consacrazione, che avvenne il 2 settembre 1085 per il ministero del vescovo Ugo e sotto il patrocinio della Madonna e del Battista.
Ma sei anni dopo Urbano II, già suo alunno alla scuola di Reims, lo convocò a Roma, al servizio della Santa Sede. Bruno non poteva declinare l'invito del Papa e dovette quindi abbandonare l'eremo e i compagni.

### In Italia

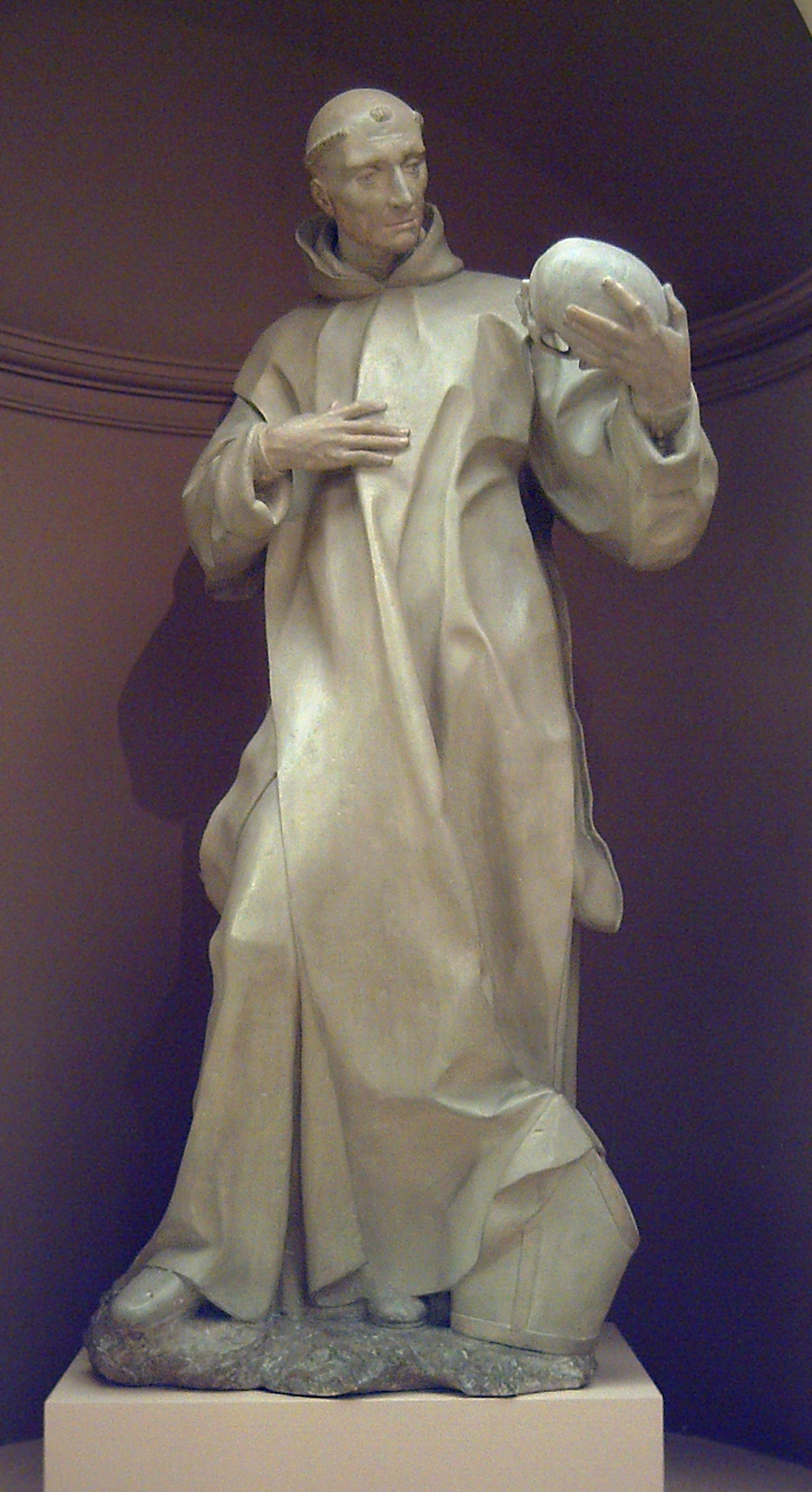
San Bruno, di Manuel Pereira (1652, R.A.B.A.S.F., Madrid).

Quando Bruno obbedì alla chiamata del Papa, previde che la sua giovane comunità di Certosa avrebbe sofferto molto del suo allontanamento, ed infatti i suoi confratelli, reputando di non poter continuare senza la sua guida la vita che con lui avevano abbracciato, si dispersero.
Bruno da Roma riuscì tuttavia a convincerli a riprendere la «via del deserto» e sotto la direzione di Lanuino, da lui indicato come superiore, il gruppo si riunì di nuovo nell'eremo abbandonato. Ma l'anima di Bruno, ormai abituata alla preghiera solitaria e al colloquio continuo con il Signore, non si trovò a suo agio nell'ambiente della corte pontificia dell'epoca; ancor meno nelle distrazioni provocate dai suoi compiti. Da qui la sua grande nostalgia per il suo monastero in luogo solitario e silenzioso.
Quando Urbano II fuggì da Roma, in seguito all'invasione dei territori pontifici da parte dell'imperatore tedesco Enrico IV ed alla elezione dell'antipapa Guiberto, Bruno si trasferì con la corte papale nell'Italia meridionale. Su proposta del papa Urbano i canonici di Reggio Calabria lo elessero arcivescovo, ma egli declinò la mitra per amore della sua vocazione contemplativa e con il desiderio di ritrovare al più presto la solitudine. In seguito richiese e ottenne il permesso di ritirarsi in solitudine negli stati normanni, recentemente conquistati dal conte Ruggero I d'Altavilla, raggiungendo così il suo scopo.

### In Calabria
Il conte Ruggero gli offrì un territorio nella località chiamata Torre, l'attuale Serra San Bruno, a 790 metri di altitudine, nel cuore della Calabria «Ulteriore», l'attuale Calabria centro-meridionale.
Ivi Bruno fondò l'eremo di Santa Maria, mentre a poco meno di 2 km più a valle - ove sorge l'attuale certosa - fondava per i fratelli conversi il monastero di Santo Stefano. 
Egli descrisse la natura del luogo ricevuto in dono in una lettera indirizzata a Rodolfo il Verde, uno dei due compagni che fecero insieme a lui, nel giardino di Adamo, il voto di consacrarsi alla vita monastica: 

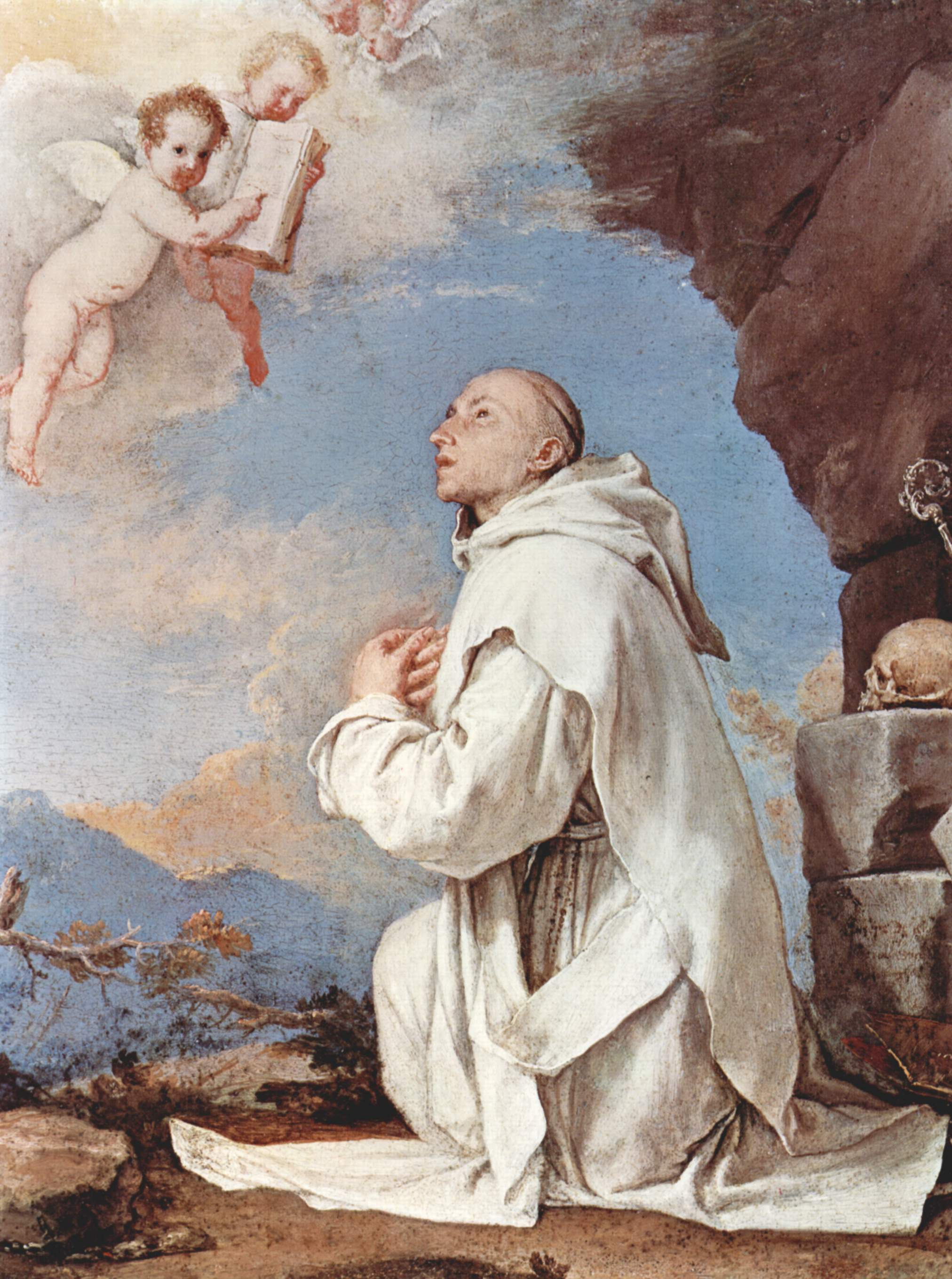
San Bruno riceve la Regola di Jusepe de Ribera, 1643, Museo nazionale di San Martino.

Bruno ottenne il terreno mediante un atto steso a Mileto nel 1090. Arrivato nell'alta valle del fiume Ancinale, nelle vicinanze di Spadola (unico abitato allora esistente), ne seguì il corso verso una sorgente che si perdeva in un dedalo di piccole valli, di burroni e dirupi, dietro la radura di Santa Maria. Proprio in questa radura egli trovò «una buona fontana». Vicino alla stessa fontana vi era una piccola grotta e San Bruno si rallegrò d'aver trovato il luogo ideale per una fondazione monastica. Egli cominciò, quindi, ad organizzare i gruppi ed a fissare la loro rispettiva dimora: i padri, nella conca e radura del bosco (Eremo di Santa Maria); i fratelli, con i servizi domestici, a circa due chilometri di distanza, nel monastero di Santo Stefano, destinato anch'esso a ricevere coloro che non potevano seguire completamente le regole del deserto.
Più tardi, attorno al 1094, quando il conte Ruggero gli assegnò il guardaboschi Mulè (con figli), Bruno fece in modo che gli operai, parte dei quali sposati, si stabilissero a una certa distanza dai monaci, perché questi fossero da loro nettamente separati. Sorsero così le prime abitazioni che furono all'origine del paese di Serra.
Bruno, riprendendo il genere di vita che aveva condotto in Francia, trascorse così, nell'eremo di Santa Maria e nella vita contemplativa in solitudine, gli ultimi dieci anni della sua esistenza.
Avvenne in questo periodo una memorabile visita, l'incontro di Bruno con Lanuino, il suo successore nel governo della comunità della Certosa francese, che intraprese un lungo e faticoso viaggio per incontrarsi con il fondatore dei certosini.

### La morte
Nel giugno 1101 morì il conte Ruggero, assistito da San Bruno. Poco tempo dopo, la domenica 6 ottobre dello stesso anno, morì pure Bruno, circondato dai confratelli accorsi dalle case dipendenti da Santa Maria del Bosco.

## Culto

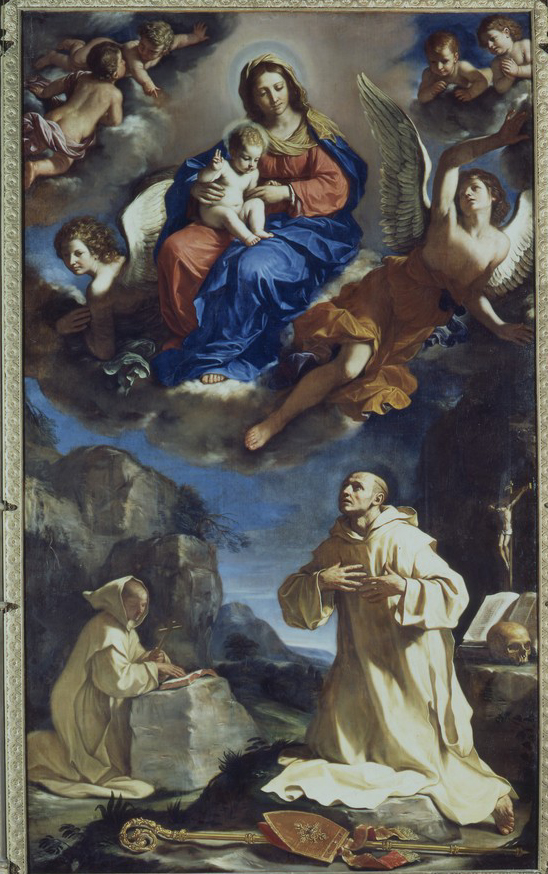
Guercino, San Bruno in adorazione della Madonna col Bambino in gloria, 1647, Pinacoteca nazionale di Bologna.

### La canonizzazione ufficiosa
Bruno non fu formalmente canonizzato (una procedura che risale a solo pochi secoli fa). Tuttavia, nel 1514, in seguito all'insediamento dei certosini sul luogo dell'eremo in Calabria dove era morto Bruno, le reliquie del fondatore furono scoperte nella chiesa dell'eremo; il ritrovamento del corpo deposto sotto il pavimento della chiesa fu motivo di studio storiografico da parte dell'ordine.
In questa occasione non venne emanato alcun atto pontificio. Ma il cardinale protettore dell'Ordine certosino, Antonio Maria Ciocchi del Monte, in un atto del 19 luglio 1514 (dell'Invenzione delle reliquie), rassicurò i monaci di aver ottenuto da papa Leone X, con sentenza orale («vivae vocis oraculo»), l'autorizzazione al culto ed alla memoria liturgica di san Bruno. 
Il 17 febbraio 1623 Gregorio XV ne estese il culto alla Chiesa universale, da celebrarsi nell'anno liturgico il giorno 6 ottobre.
La sua prima biografia a stampa, la Vita Sancti Brunonis, primi institutoris ordinis cartusiensis (Vita di San Bruno), scritta da François du Puy, all'epoca priore della Grande Chartreuse, fu pubblicata dallo stampatore basilese Johann Amerbach nel 1515 e ebbe ampia diffusione. Nella biografia viene riportata dal gran priore la notizia della ricezione della lettera dal cardinale protettore.
L'approvazione tacita della Chiesa senza passare attraverso il processo di canonizzazione, e poi il suo inserimento nel calendario liturgico universale, in occasione delle riforme del Concilio di Trento, costituiscono una conferma equivalente. Ecco perché i canonisti parlano di canonizzazione equipollente.

## Scritti
Raccolti nell'opera Bruno Carthusianorum institutor nel Compendium Auctorum Latinorum Medii Aevi dello storico F. Vermigli: 
- Confessio fidei
- De contemptu mundi
- Epistola ad Carthusianos
- Epistola ad Radulphum
- Expositio in Psalmos
- Expositio in Epistolas Pauli

## Agiografia

### Su Bruno
Sono numerosi i tentativi di stesura di una «Vita» di San Bruno, scritti nel corso dei secoli dai monaci e dagli agiografi. Tuttavia nessuna delle biografie di San Bruno, neppure la più antica, può essere definita una "fonte".
I primi dati sono contenuti nella Cronaca Magister (un primo documento con cenni biografici dei primi priori) da cui si sviluppò rapidamente una serie di leggende, distorte o abbellite con racconti inventati (ne fu un esempio l'episodio di Raymond Diocrés legato a Bruno).

### Antiche
Di seguito sono citate i testi agiografici conosciuti, scritti in latino di epoca tardo-medievale:
- la Cronaca Laudemus (1250 circa) riporta alla lettera i dati più antichi della Magister, ma la nota biografica su san Bruno fu trasformata in una vita piuttosto lunga. Nel 1322 ne circola una versione benedettina elaborata da Sant'Arnoul di Metz, che in seguito divenne certosino a Le Mont Dieu.
- il Quomodo Ordo Cartusiensis sumpsit exordium, scritto da un certosino di Meyriat nel 1298. Questa piccola opera riproduce, salvo qualche dettaglio, la cronaca Laudemus.
- la Vita antiquior (1300 circa) è un'estensione della cronaca del Laudemus, ad eccezione di alcuni dettagli stilistici.
- il De origine et veritate Perfectae religionis, scritto da Guglielmo d'Ivrea[9] nel 1310, certosino della Grande Chartreuse.
- la Cronaca Quoniam è stata redatta, tra il 1381 e il 1393, secondo il piano originale di annotare tutti i priori della Grande Charteuse e termina con il priorato di Elzear de Grimoard († 1367). La cronaca è regolarmente presente nei manoscritti.
- Nel 1398 fu scritto il De origine ac processu sive progressiu Ordinis Cartusiensis (comunemente chiamato Ortus et decursus Ordinis Cartusiensis), manoscritto elaborato da Heinrich Egher van Kalkar.
- il Chronicon Cartusiense, scritto da Petrus Dorlandus verso la fine del XV secolo: la biografia di Bruno fu creata dal nulla e non ebbe alcuna influenza sugli autori successivi.

### Moderne
L'invenzione della stampa e la riconquista da parte dell'ordine della certosa di Serra San Bruno in Calabria (che fu abbazia cistercense dal 1197) diedero impulso alla stampa di numerose Vitae di Bruno, oggetto di studio per distinguere la leggenda dalla verità nella vita del santo:
- Nel 1505 fu pubblicata a Parigi, da Berthold Rembold, la prima vita stampata, piuttosto breve, in appendice all'edizione del commento all'Expositio in Epistolas Pauli attribuite a Bruno.
- Nel 1508 fu redatto l'Origo et series Carthusiensis Ordinis, un poema epico scritto dal certosino veneziano Zaccaria Ferreri, che conteneva notizio biografiche su Bruno e i compagni, e pubblicato solo nel 1524 a Parigi dallo stampatore Jodocus Badius Ascensius.
- Del 1515 è la Vita Beati Brunonis primi institutoris Ordinis Cartusiensis, scritta da François du Puy, priore della Grande Chartreuse. Fu pubblicato a Basilea da Joannes Amerbach.
- Nel 1522 compaiono alcuni episodi sulla vita di Bruno nel De vita Cartusiana, scritto da Petrus Sutor, certosino di Le Parcq.
- Nel 1530 fu stampato il Divi Brunonis cartusiensis ordinis fundatoris vita, scritto da Petrus Blomevenna.
- Del 1574 è la Vita S. Brunonis nel De probatis sanctorum historiis, di Lorenzo Surio.

Le ulteriori vitae di Bruno sono quasi derivate dal Du Puy, dal Blomevenna e e da Surio. Nessuno dei successivi tentò, però, di rupulire effettivamente le biografie precedenti dai residui fantasiosi che queste vitae contenevano.
Nel 1770 con gli Acta Sancti Brunonis, pubblicati dal bollandista Cornelis de Bie (contenuti negli Acta Sanctorum), si tentò di fare chiarezza sulla vita di Bruno. Questo studio rappresentò un passo utile e necessario, ma ritenuto non pienamente sufficiente.

### Altre
- (FR) Jacques Corbin, La vie, mort et miracles du tres-illustre S. Bruno, patriarche de l'ordre des Chartreux, 1642,  (Poema).
- Giacomo Desiderio, O.Cart, Vita di S. Bruno, Fondatore dell'Ordine Cartusiano, Bologna, 1657.
- Benedetto Tromby, O.Cart., Storia critico-cronologica diplomatica del patriarca S. Brunone e del suo ordine Cartusiano, Certosa di Serra San Bruno, 1773.
- (FR) Charles-Eugène Berseaux,  S.J., Vie de saint Bruno, 1868.

## Studi critici e storiografici
- Émile Chavin de Malan, Compendio della vita del patriarca San Brunone, fondatore dell'ordine de' certosini con un breve cenno storico dell'ordine stesso, Napoli, 1865.
- (FR) Saint Bruno, Guigues le Chartreux, Anthelme de Chignin, Lettres des premiers chartreux, a cura di Maurice Laporte, O.Cart., collana Sources Chrétiennes, Tome I, 1962, ISBN 978-2-204-02978-0.
- (FR) Maurice Laporte, O.Cart. (a cura di), Aux sources de la vie cartusienne, 1960.:
  - Éclaircissements concernant la vie de saint Bruno (Vol. I).
  - Traits fondamentaux de la Chartreuse (Vol. II).
  - Grande Chartreuse (dactylographié) (Vol. III).
- Ange Helly (a cura di), San Bruno. Una vita in breve, San Paolo Edizioni, 1993, ISBN 9788821526190.